# Luzidität
Die Luzidität (lateinisch luciditas ‚Klarheit‘) bezeichnet in der Medizin die Klarheit des Bewusstseins. Sie bewegt sich auf einem Spektrum von schlichten Empfindungen bis zum reflektierten Auffassen und Erkennen und ist eng mit dem Grad der Wachheit verbunden.
Zur Prüfung der Luzidität wird oft die Orientiertheit zu Person („autopsychisch“: Name, Alter), Ort (z. B. Krankenhaus, Stadt), Situation (krank sein, deshalb untersucht werden …) und Zeit (geht am schnellsten verloren bei Störungen der Hirnfunktion) abgefragt. Andere neuropsychologische Funktionen wie Wahrnehmung, Aufmerksamkeit, Zeitsinn, Gedächtnis usw. sind als Unterfunktionen bzw. Voraussetzungen für die Orientiertheit aufzufassen.
Eine Bewusstseinsstörung kann von luziden Momenten unterbrochen sein. Als luziden Traum (oder Klartraum) bezeichnet man einen Traum, in dessen Verlauf sich der Schlafende seines Traumzustandes bewusst ist.

## Terminale Luzidität
Als terminale Luzidität wird das Wiedererlangen geistiger Klarheit und des Gedächtnisses kurz vor Eintreten des Todes bei Patienten mit schweren psychiatrischen und neurologischen Erkrankungen bezeichnet. Über das Phänomen wird seit dem 19. Jahrhundert, insbesondere im Zusammenhang mit Demenz und Alzheimer, berichtet, jedoch gilt es bis heute als unzureichend erforscht und es besteht Unklarheit über die zugrundeliegenden Mechanismen.